# Théodore Ballu
Théodore Ballu (Parigi, 8 giugno 1817 – Parigi, 22 maggio 1885) è stato un architetto francese.

## Biografia
Ballu nacque a Parigi, l'8 giugno 1817, figlio di un esperto corniciaio nell'arte del tratto, e frequentò nel 1835 il laboratorio di Ippolito Lebas e la Scuola di belle arti grazie alla quale, dopo molti premi, all'età di ventitré anni, vinse il Prix de Rome su un progetto per il Palais pour la Chambre des pairs.
Durante il suo soggiorno a Roma e ad Atene studiò il progetto del restauro dell'antico tempio di Atena Poliàs ad Atene, e un suo disegno riguardante il restauro nel 1846 ottenne una medaglia al Salon.
Una volta rientrato a Parigi, incominciò la sua brillante carriera di architetto.
Ballu fu il tipico rappresentante dell'eclettismo architettonico francese del secondo Ottocento,e fu membro della commissione Haussmann per il rinnovamento urbanistico di Parigi.
A Parigi costruì numerose chiese: la cattedrale della Trinità (1863-1867),per la quale, seppur appassionato di arte gotica e grande ammiratore del Rinascimento, realizzò un progetto molto personale, frutto di una miscela di stili italiani e francesi, associati a elementi medievali, che si caratterizzò per un portico quadrato, culminato da un campanile ottagonale, sovrastato da una cupola e una lanterna, invece le facciate laterali sono costituite da quattro campate separate da lesene tra le quali si aprono due campate e alle estremità sono installate le sagrestie a pianta ottagonale, collegate al coro ottagonale anche da piccole torrette cilindriche; tra le sue altre opere si possono menzionare il compimento della basilica delle Sante Clotilde e Valeria (1854), in stile gotico, iniziata nel 1846 da F. C. Gau; il restauro della Tour Saint-Jacques (1854-1858); la chiesa di Saint-Germain-l'Auxerrois; è suo il progetto (1874) per l'odierno Hôtel-de-Ville, nel quale riprodusse l'antica facciata dell'italiano Boccador; ricostruì inoltre il municipio (1873-1882) bruciato durante la Comune di Parigi.
Gli fu anche affidata la costruzione della basilica di San Dionigi ad Argenteuil (1866).
Infine da ricordare la chiesa di Saint-Joseph-des-Nations (1866-1875), un edificio ispirato ad un adattamento ed elaborazione dello stile romanico; la chiesa di Notre-Dame d'Argenteuil, anch'essa ispirata ad un'elaborazione dello stile romanico; la grande chiesa di Saint-Ambroise (1863-1869) che, se fu ispirata alle stesse tendenze architettoniche, dimostrò la grande facilità di assimilazione di Ballu delle forme del passato unita ad una grande libertà di interpretazione.
Nel 1872 diventò membro dell'Académie des beaux-arts, membro onorario dell'Accademia di Belle Arti di Vienna e del Royal Institute of Architects Britannico; fu promosso comandante della Legion d'onore il 14 luglio 1882.

## Opere
- Basilica delle Sante Clotilde e Valeria (1854);
- Tour Saint-Jacques (1854-1858);
- Cattedrale della Trinità (1863-1867);
- Chiesa di Saint-Ambroise (1863-1869);
- Chiesa di Saint-Joseph-des-Nations (1866-1875);
- Hôtel de Ville (1874);
- Municipio (1873-1882).

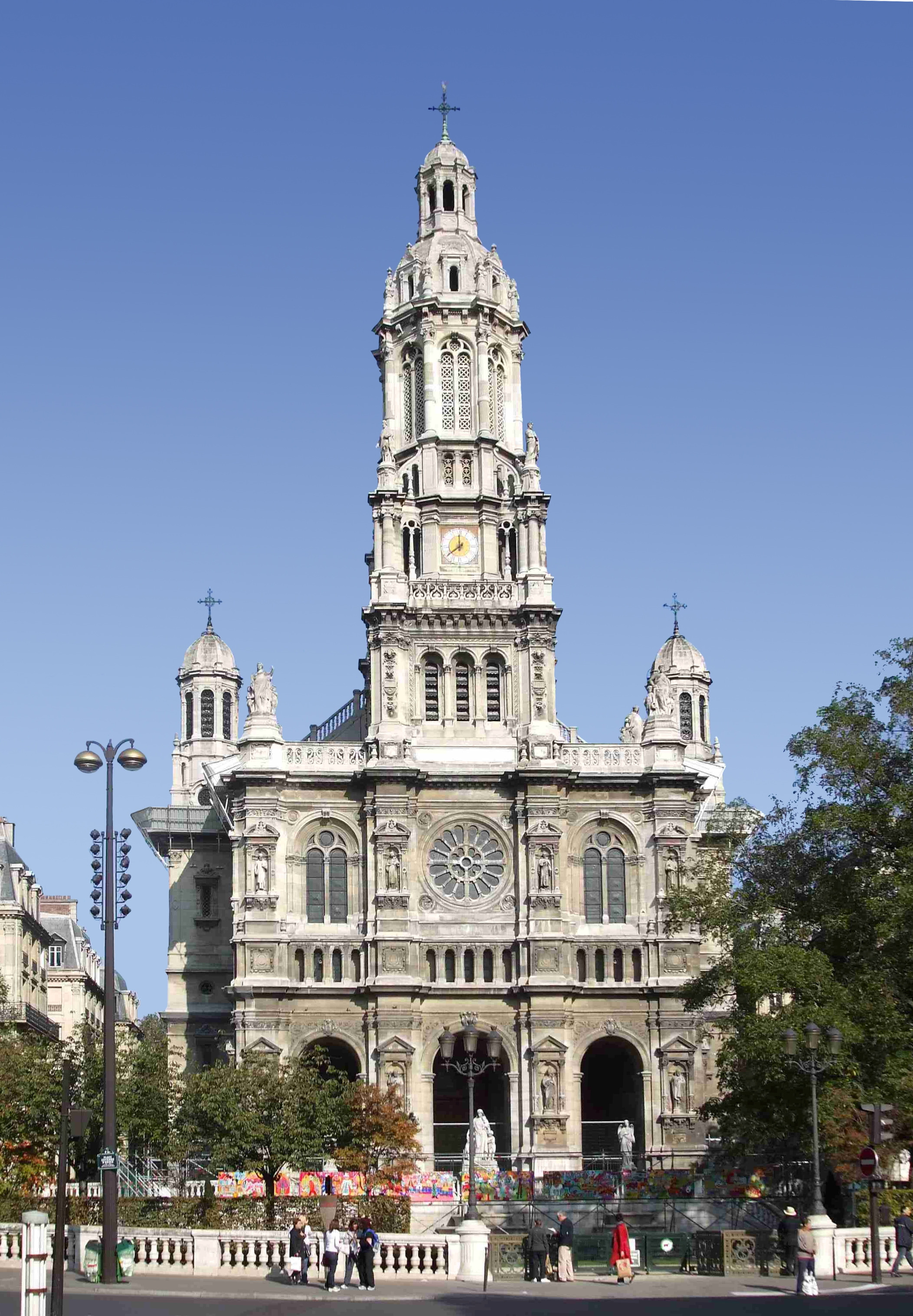
Cattedrale della Trinità (1863-1867)
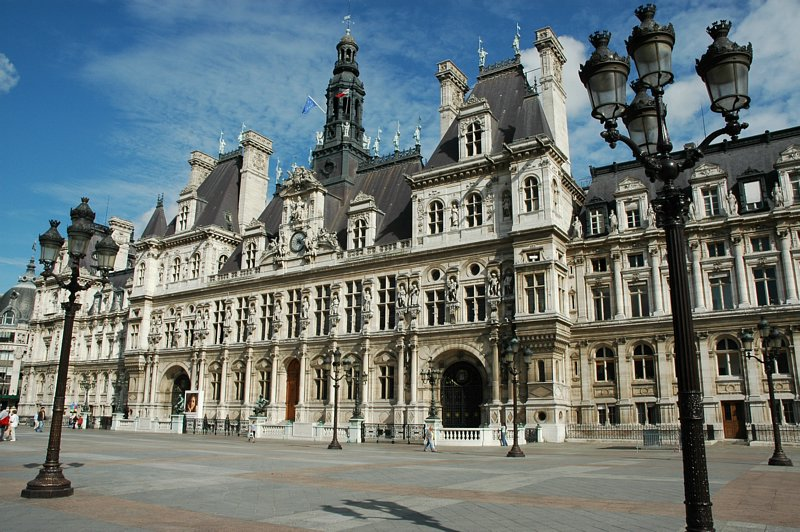
Hôtel de Ville (1874)
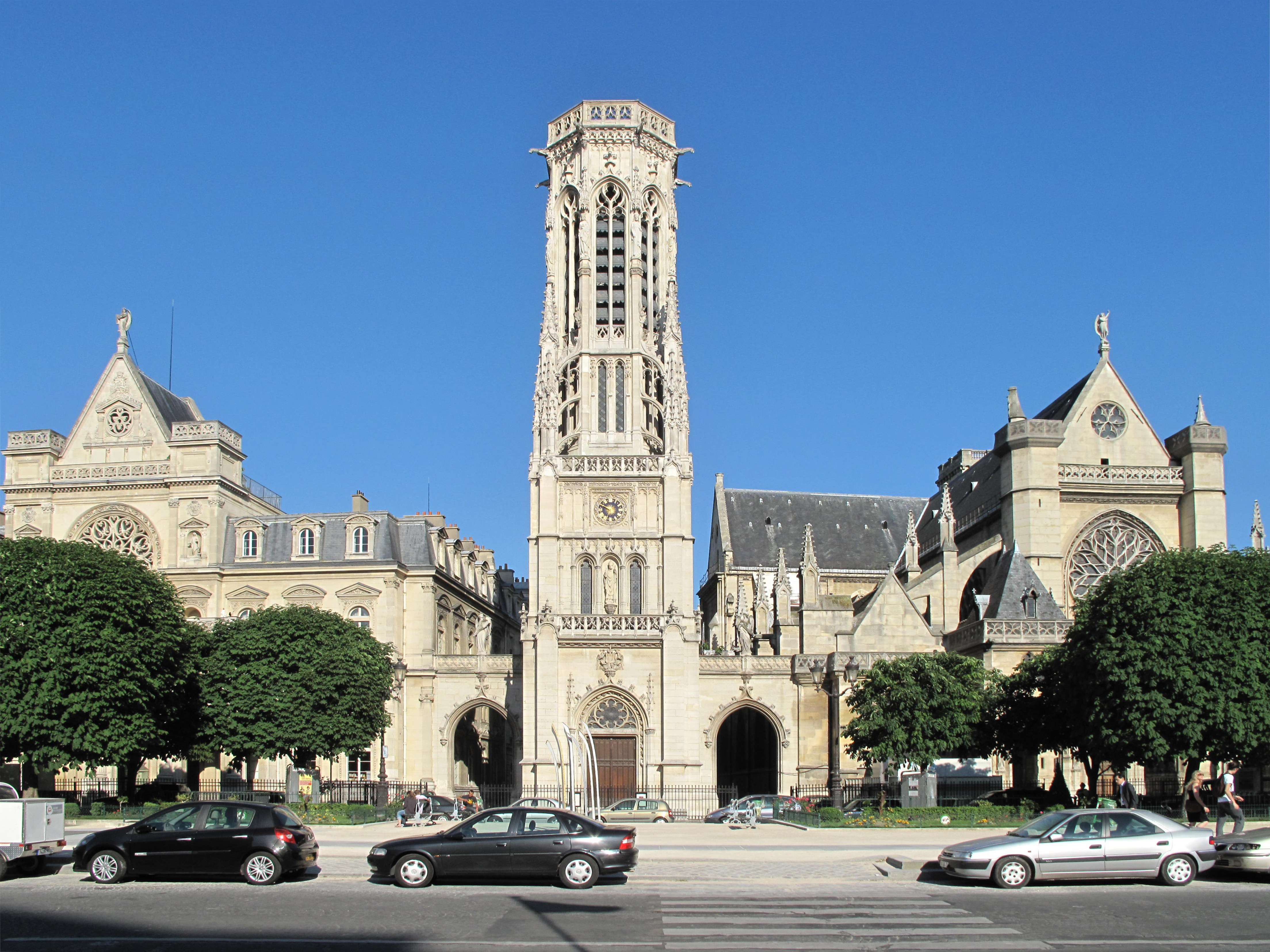
Chiesa di Saint-Germain-l'Auxerrois